# Jack Rodwell
Pour les articles homonymes, voir Rodwell.
Jack Rodwell, né le 11 mars 1991 à Southport, est un footballeur international anglais qui évolue au poste de milieu de terrain à Sydney FC.

## Biographie
Formé à Everton, Jack Rodwell prend part à son premier match en équipe première en 2008. Il participe à l'Euro espoirs 2009 avec l'équipe d'Angleterre. Il entre deux fois en cours de match durant la compétition mais les joueurs anglais s'inclinent en finale contre l'Allemagne (4-0).
Rodwell marque son premier but en Premier League le 20 février 2010 lors du match remporté 3-1 face à Manchester United.
Le 12 août 2012, il signe un contrat de cinq ans en faveur de Manchester City,.
Après deux saisons compliquées avec le club de Manchester, seulement 25 matches disputés. Rodwell décide de quitter le champion d'Angleterre, le 5 août 2014, il signe un contrat de cinq saisons avec Sunderland.
Il inscrit son premier but avec les Blackcats face à Manchester United le 24 août 2014 (1-1).
En juin 2018, Sunderland met fin au contrat de Rodwell à l'issue d'une saison blanche qui a vu le joueur participer à seulement deux matchs de championnat en septembre 2017.
Le 23 août 2018, Rodwell s'engage pour une saison avec les Blackburn Rovers. Il inscrit un but en vingt-deux matchs avec Blackburn, avant de quitter le club à l'issue de son contrat en juin 2019.
Sans club pendant plusieurs mois, il s'entraîne avec Sheffield United au cours du mois de décembre 2019, avant de s'engager pour six mois avec le club promu en Premier League le 3 janvier 2020. En août 2020, il signe un nouveau contrat d'une saison avec les Blades.

## Palmarès

### En sélection
- Angleterre espoirs
  - Finaliste du Championnat d'Europe en 2009.